# Lourenço Esteves de Góis
Lourenço Esteves de Góis (c. 1344 - d. 1400) foi um prelado português.

## Biografia
D. Frei Lourenço Esteves de Góis era filho segundo de Estêvão Vasques de Góis, 9.° Senhor de Góis, e de sua mulher Constança Afonso.
Sendo antes Freire e Comendador de Santa Vera Cruz nessa Ordem, sucedeu a D. Álvaro Gonçalves Camelo como Prior do Crato e Mestre da Ordem do Hospital em 1399, com o apoio de D. Nuno Álvares Pereira, como se relata na Crónica de el-rei D. João I, de Fernão Lopes.
Teve um filho sacrílego de mãe desconhecida:
- Diogo Lourenço de Góis (c. 1363 - ?), Abade de Tresmiras

Teve um filho sacrílego de ... Gonçalves:
- D. Nuno Gonçalves de Góis (c. 1370 - 1440), Prior do Crato